# Kampfgeschwader 51
La Kampfgeschwader 51 Edelweiss (KG 51) (51e escadron de bombardiers) est une unité de bombardiers de la Luftwaffe pendant la Seconde Guerre mondiale. 

## Opérations
Le KG 51 a opéré sur des bombardiers Dornier Do 17M, Heinkel He 111H et Junkers Ju 88A, ainsi que des chasseurs lourds Messerschmitt Me 410A et dans les derniers mois de la guerre sur des chasseurs à réaction Messerschmitt Me 262A. 

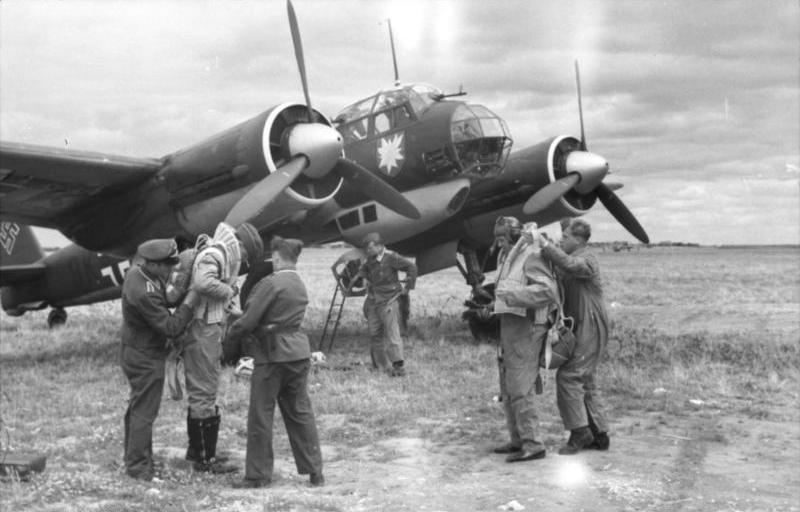
Junkers Ju 88 A-1 du Kampfgeschwader 51 (I./KG 51) "Edelweiß" avant le décollage

Il a été engagé dans les engagements suivants :
- Bataille des Pays-Bas
- Bataille de Belgique
- Bataille de France
- Invasion de la Yougoslavie
- Bataille de Grèce
- Bataille de Crète
- Front de l'Est

## Organisation

### Stab. Gruppe
Formé le 1er mai 1939 à  Landsberg am Lech à partir du Stab/Kampfgeschwader 255.

Un Stabs-staffel a existé de 1939 à avril 1945.

Il est dissous le 24 avril 1945.

Geschwaderkommodore (Commandant de l'escadron) :
| Début              | Fin              | Grade          | Nom                                                               |
| ------------------ | ---------------- | -------------- | ----------------------------------------------------------------- |
| 1er mai 1939       | 26 mars 1940     | Oberst         | Dr Johann-Volkmar Fisser                                          |
| 26 mars 1940       | 3 juin 1940      | Oberst         | Josef Kammhuber                                                   |
| 3 juin 1940        | 12 août 1940     | Oberst         | Dr Johann-Volkmar Fisser                                          |
| 12 août 1940       | 31 août 1941     | Major          | Hans Bruno Schulz-Heyn                                            |
| 1er septembre 1941 | 4 juillet 1942   | Oberst         | Paul Koester                                                      |
| 4 juillet 1942     | 30 novembre 1942 | Major          | Wilhelm von Friedeburg                                            |
| 1er décembre 1942  | 8 janvier 1943   | Oberst         | Heinrich Conrady                                                  |
| 8 janvier 1943     | 9 mai 1943       | Major          | Egbert von Frankenberg und Proschlitz                             |
| 9 mai 1943         | 25 février 1944  | Major          | Hanns Heise                                                       |
| 25 février 1944    | 4 décembre 1944  | Oberstleutnant | Wolf Dietrich Meister                                             |
| 5 décembre 1944    | 31 janvier 1945  | Major          | Wolfgang Schenck                                                  |
| 1er février 1945   | 19 avril 1945    | Oberstleutnant | Rudolf Hallensleben (en) (Mort lors du mitraillage de sa voiture) |
| 19 avril 1945      | 28 avril 1945    | Oberstleutnant | Siegfried Barth                                                   |

### I. Gruppe
Formé le 1er mai 1939 à  Landsberg am Lech à partir du I./KG 255 avec :
- Stab I./KG 51 à partir du Stab I./KG 255
- 1./KG 51 à partir du 1./KG 255
- 2./KG 51 à partir du 2./KG 255
- 3./KG 51 à partir du 3./KG 255

Gruppenkommandeure (Commandant de groupe) :
| Début            | Fin              | Grade        | Nom                    |
| ---------------- | ---------------- | ------------ | ---------------------- |
| 1er mai 1939     | 18 décembre 1939 | Oberleutnant | Hans Korte             |
| 19 décembre 1939 | 12 août 1940     | Major        | Hans Bruno Schulz-Heyn |
| 12 août 1940     | 14 février 1941  | Hauptmann    | Kurt von Greiff        |
| 14 février 1941  | 3 février 1942   | Hauptmann    | Heinrich Hahn          |
| 3 février 1942   | 6 octobre 1942   | Major        | Hans-Joachim Ritter    |
| 6 octobre 1942   | 5 février 1943   | Major        | Fritz-Herbert Dierich  |
| 5 février 1943   | 11 octobre 1943  | Major        | Klaus Häberlen         |
| 11 octobre 1943  | 25 février 1944  | Major        | Wolf Dietrich Meister  |
| 25 février 1944  | 8 mai 1945       | Major        | Hans Unrau             |

### II. Gruppe
Formé le 1er avril 1940 à Munich-Riem avec : 
- Stab II./KG 51 nouvellement créé
- 4./KG 51 nouvellement créé
- 5./KG 51 nouvellement créé
- 6./KG 51 nouvellement créé

En janvier 1944, le II./KG 51 est renommé III./Kampfgeschwader 3 avec :
- Stab II./KG 51 devient Stab III./KG 3
- 4./KG 51 devient 7./KG 3
- 5./KG 51 devient 8./KG 3
- 6./KG 51 devient 9./KG 3

Reformé en février 1944 à Lublin à partir du V./Kampfgeschwader 2 avec :
- Stab II./KG 51 à partir du Stab V./KG 2
- 4./KG 51 à partir du 14./KG 2
- 5./KG 51 à partir du 15./KG 2
- 6./KG 51 à partir du 16./KG 2

Le II./KG 51 est dissous le 24 avril 1945.
Gruppenkommandeure :
| Début            | Fin              | Grade     | Nom                       |
| ---------------- | ---------------- | --------- | ------------------------- |
| 15 avril 1940    | 31 janvier 1941  | Major     | Winkler                   |
| 31 janvier 1941  | 22 juin 1941     | Hauptmann | Max Stadelmeier           |
| 22 juin 1941     | 1er avril 1942   | Major     | Wilhelm von Friedeburg    |
| 1er avril 1942   | 21 mai 1942      | Major     | Friedrich Wilhelm Kaufner |
| 21 mai 1942      | 26 février 1943  | Hauptmann | Rudolf Henne              |
| 26 février 1943  | 31 décembre 1944 | Major     | Herbert Voss              |
| 1er janvier 1945 | 6 février 1945   | Major     | Martin Vetter             |
| 21 mars 1945     | 8 mai 1945       | Hauptmann | Hans-Joachim Grundmann    |

### III. Gruppe
Formé le 1er mai 1939 à Memmingen à partir du III./KG 255 avec :
- Stab III./KG 51 à partir du Stab III./KG 255
- 7./KG 51 à partir du 7./KG 255
- 8./KG 51 à partir du 8./KG 255
- 9./KG 51 à partir du 9./KG 255

Le 7. (Eis.)/KG 51 est converti sur des Junkers Ju 88C-6 à Krosno du 7 juin au 19 juillet 1943. 
Le III./KG 51 est dissous le 31 décembre 1943. Le I./SKG 10 rattaché sous le Stab/KG 51, comme III./KG 51 à partir du 30 juin 1944, mais n'a pas été renommé III./KG 51 avant le 20 octobre 1944 avec :
- Stab III./KG 51 à partir du Stab I./SKG 10
- 7./KG 51 à partir du 1./SKG 10
- 8./KG 51 à partir du 2./SKG 10
- 9./KG 51 à partir du 3./SKG 10

Le 15 octobre 1944, il est renommé Nachtschlachtgruppe 20 avec :
- Stab III./KG 51 devient Stab/NSGr.20
- 7./KG 51 devient 1./NSGr.20
- 8./KG 51 devient 2./NSGr.20
- 9./KG 51 devient 3./NSGr.20

Gruppenkommandeure :
| Début            | Fin              | Grade     | Nom                      |
| ---------------- | ---------------- | --------- | ------------------------ |
| 1er mai 1939     | 7 mars 1940      | Oberst    | Alois Stoeckl            |
| 7 mars 1940      | 24 juin 1940     | Major     | Johann Wilhelm Kind      |
| 24 juin 1940     | 23 novembre 1941 | Major     | Walter Marienfeld        |
| 23 novembre 1941 | 15 février 1943  | Major     | Ernst Freiherr von Bibra |
| 15 février 1943  | 31 décembre 1943 | Hauptmann | Wilhelm Rath             |
| 20 octobre 1944  | 31 octobre 1944  | Major     | Kurt Dahlmann (en)       |

### IV. Gruppe
Formé le 30 juillet 1940 à Schwäbisch Hall comme (Erg.Staffel/KG 51). Il augmente ses effectifs pour devenir Gruppe le 22 mars 1941 avec :
- Stab IV./KG 51 nouvellement créé
- 10./KG 51 à partir du Erg.Sta./KG 51
- 11./KG 51 nouvellement créé
- 12./KG 51 nouvellement créé

Le 24 février 1944, le 12./KG 51 devient 4./NJG 7, et est reformé à partir du 13./KG 2.
Le 28 décembre 1944, le IV./KG51 devient IV./EKG 1 :
- Stab IV./KG 51 devient Stab IV./EKG 1
- 10./KG 51 devient 13./EKG 1
- 11./KG 51 devient 14./EKG 1
- 12./KG 51 devient 15./EKG 1

Gruppenkommandeure :
| Début            | Fin              | Grade     | Nom                 |
| ---------------- | ---------------- | --------- | ------------------- |
| 30 juillet 1940  | 24 février 1942  | Hauptmann | Hans-Joachim Ritter |
| 25 février 1942  | 13 décembre 1942 | Hauptmann | Wilhelm Stemmler    |
| 13 décembre 1942 | 31 janvier 1944  | Hauptmann | Josef Schölss       |
| 1er février 1944 | 28 décembre 1944 | Major     | Siegfried Barth     |